# Ian Humphreys

a Compétitions nationales et continentales officielles uniquement.

b Matchs officiels uniquement.
Dernière mise à jour le 18 novembre 2021.
Ian Humphreys, né le 24 avril 1982 à Belfast (Irlande du Nord), est un joueur de rugby à XV irlandais, qui joue avec la province de l'Ulster au poste de demi d'ouverture (1,80 m et 83 kg). 

## Biographie
Il a joué pour l'Ulster chez les moins de 21 ans, il en était le capitaine pendant la saison 2002-2003. Il a représenté l'Irlande chez les moins de 19, de 21 ans et les A. Il a joué pour le club amateur des Belfast Harlequins en All Ireland League avant de jouer pendant trois ans sous les couleurs de Leicester.
Il est le frère cadet de David Humphreys.

## Carrière

### En club
- Club amateur : Belfast Harlequins
- 2005-2008 :  Leicester Tigers
- 2008-2012 :  Ulster
- 2012-2014 :  London Irish
- 2014-2016 :  Ulster

Il a disputé trois matchs de Coupe d'Europe en 2006-2007 avec les Leicester Tigers.

## Palmarès

### En club
- Finaliste de la coupe d'Europe 2006-2007.